# سافت راک
سافت راک (به انگلیسی: Soft Rock) زیر سبکی از موسیقی راک است که در اواخر دهه ۶۰ میلادی با نام سافت راک یا لایت راک در جنوب کالیفرنیا و انگلستان شروع به رشد کرد. سافت راک از فولک راک و پاپ راک الهام گرفته است و با استفاده از گیتار آکوستیک،ملودی و هارمونی در آهنگسازی همراه است. سافت راک در سراسر دهه ۷۰ میلادی در رادیوهای موسیقی رواج بود و در دهه ۸۰ میلادی با پیدایش موج نو تبدیل به سبک جدیدی به نام موسیقی بزرگسالان شد. از موسیقیدانان مشهور این سبک می‌توان بوستون، شیکاگو، فلیتوود مک، دوبی برادرز، ایگلز، جرنی، وینگز، بیلی جول، پل مک‌کارتنی، التون جان، کارول کینگ، کارپنترز، باز اسکگز، کت استیونز و جیمز تیلور را نام برد. در ایران هم گروه‌ها و موسیقیدانان زیادی در این سبک مانند دِ وِیز، رضا یزدانی و شروین اِن زِد بند فعالیت می‌کنند.
سافت راک در میانه های دهه ۶۰ میلادی بسیار ملایم بود و بیشتر از ساز های آکوستیک در آن استفاده می شد. ترانه‌های مانند آهنگ تابستانی از چاد و جرمی (۱۹۶۴) و اینجا، آنجا و همه جا از بیتلز و من سگم را دوست دارم از کت استیونز که هر دو در سال ۱۹۶۶ پخش شدند، نمونه ایی از سافت راک در دهه ۶۰ میلادی هستند. در سال ۱۹۶۸ هارد راک به یک سبک پایه در راک تبدیل شد. در این سال‌ها دسته‌بندی موسیقی راک به دو دسته سافت راک و هارد راک رایج شد که هر دو این سبک‌ها به عنوان دو سبک اصلی موسیقی راک از انگلستان نمود پیدا کرده بودند. از موسیقیدانان سافت راک اواخر دهه ۶۰ میلادی می‌توان به بی جیز اشاره کرد که ترانه شوخی من آن‌ها به جایگاه نخست نمودارهای موسیقی فروش در چندین کشور رسید. نیل دایموند با ترانه کارولاین شیرین در سال ۱۹۶۹، گروه هالیز با ترانه آدم مهمی نیست، برادرمه و التون جان با ترانه مشهور خود کبوتر آسمان خراش‌ها از موسیقیدانان مشهور دیگر این سبک در آن زمان هستند.
در نیمه نخست دهه ۱۹۷۰ میلادی ترانه‌های گروهای مانند کارپنترز، آن موری، جان دنور، بری مانیلو و حتی باربارا استرایسند در رادیوهای سراسر جهان پخش می‌شدند و ترانه‌های سافت راک در تمامی ایستگاه‌های رادیویی موسیقی بزرگسالان پخش می‌شدند. از موسیقیدان مشهور دیگر سافت راک در دهه ۷۰ میلادی می‌توان نان، کارلی سایمون، کارول کینگ، کت استیونز، جیمز تیلور، لوبو و گیلبرت او سالیوان را نام برد که ترانه دوباره تنها او توانست به فروش بالایی در سراسر جهان دست پیدا کند. جٌنگ سافت راک پرده نگاری از کارول کینگ که در فوریه سال ۷۱ میلادی پخش شد توانست به یکی از پرفروش‌ترین جنگ‌های تمام دوران تبدیل شد. تک آهنگ دو طرفه اصلی این جنگ خیلی دیر شده/من چرخش زمین را احساس می‌کنم در اواسط ژوئن سال ۷۱ میلادی پخش و توانست در نمودار بیلبورد هات ۱۰۰ در جایگاه نخست بنشیند. جنگ مشهور شایعات از گروه فلیتوود مک که در ۱۱ فوریه سال ۷۷ میلادی پخش شد توانست پیش از ۳۰ میلیون نسخه در سراسر جهان بفروشد و تبدیل به ۹ امین جنگ پرفروش تمام دوران شود. سافت راک در نیمه دوم دهه ۱۹۷۰ میلادی با گروه‌هایی مانند بوستون، شیکاگو، فلیت وود مک، توتو، انگلستان دن و جان فورد کولی، ایر سپلای، سیل و کرافتز، آمریکا بیلی جوئل، التون جان، جفرسون استارشیپ، شیکاگو، توتو، بوز اسکاگز، برادران السی، مایکل مک دونالد، پل دیویس، اریک کارمن، گروه برادران دوبی، آلن پرسونز پراجکت، کاپیتان و تنیل، هالیز و دکتر هوک توانست به اوج فروش هنری و تجاری خود برسد. در اواخر دهه ۱۹۷۰ گروه جرنی به محبوبیت رسید که از آن به عنوان آخرین گروه بزرگ سافت یاد می شود.
در اوایل دهه ۱۹۸۰میلادی گونه جدیدی از ایستگاه رادیویی به وجود آمدند که موسیقی سافت راک با فقط با نام موسیقی بزرگسالان پخش می‌کردند. این ایستگاه‌های رادیو ترانه‌های سبک‌های دیگری مانند پاپ و موسیقی الکترونیک را هم پخش می کردند و بروی موسیقی راک متمرکز نبودند. موسیقیدانان سافت راک مانند شینا ایستون، آمبروسیا، لیونل ریچی، کریستوفر کراس، دن هیل، جینو وانلی، لئو سایر، ایر ساپلی، جولیو ایگلسیاس و برتی هیگینز هنوز دارای فروش خوبی در سال‌های نخستین دهه ۱۹۸۰ میلادی بودند اما با دومین تاخت و تاز انگلستان در سال ۸۱ میلادی این سبک محبوبیت خود را از دست داد و تا میانه‌های سال ۸۳ میلادی کاملاً به دست فراموشی سپرده شد.